# جين ليفيس
جين ليفيس (بالإنجليزية: Jane Leeves)‏ هي ممثلة بريطانية، ولدت في 18 أبريل 1961 في المملكة المتحدة.

## أعمال

### مسلسلات
- ربات بيوت يائسات
- فرايجر

## وصلات خارجية
- جين ليفيس على موقع IMDb (الإنجليزية)
- جين ليفيس على موقع ألو سيني (الفرنسية)
- جين ليفيس على موقع ميوزك برينز (الإنجليزية)
- جين ليفيس على موقع أول موفي (الإنجليزية)
- جين ليفيس على موقع قاعدة بيانات برودواي على الإنترنت (الإنجليزية)
- جين ليفيس على موقع قاعدة بيانات الأفلام السويدية (السويدية)
- جين ليفيس على موقع إن إن دي بي (الإنجليزية)
- جين ليفيس على موقع ديسكوغز (الإنجليزية)
- جين ليفيس على موقع قاعدة بيانات الفيلم (الإنجليزية)
- جين ليفيس على موقع كينوبويسك (الروسية)